# Singapore Open 1991
Il Singapore Open 1991 è stato un torneo di tennis maschile giocato sul sintetico indoor. È stata la 3ª edizione maschile del Singapore Open che fa parte della categoria World Series nell'ambito dell'ATP Tour 1991. Si è giocato a Singapore dal 22 al 28 aprile 1991.

## Campioni

### Singolare
Jan Siemerink ha battuto in finale  Gilad Bloom con il punteggio di 6–4, 6–3

### Doppio
Grant Connell /  Glenn Michibata hanno battuto in finale  Stefan Kruger /  Christo van Rensburg con il punteggio di 6–4, 5–7, 7–6